# Gewone gouduil
De gewone gouduil (Xanthia icteritia) is een nachtvlinder uit de familie van de uilen, de Noctuidae. De voorvleugellengte bedraagt tussen de 14 en 17 millimeter. De soort komt verspreid over het Palearctisch gebied voor. Hij overwintert als ei.

## Waardplanten
De gewone gouduil heeft wilg en populier als waardplanten, in late stadia stapt de rups ook wel over naar kruidachtige planten.

## Voorkomen in Nederland en België
De gewone gouduil is in Nederland en België een algemene soort, die verspreid over het hele gebied kan worden gezien. De vlinder kent één generatie die vliegt van eind juli tot en met oktober.